# Parastarte triquetra
Parastarte triquetra är en musselart som först beskrevs av Conrad 1846.  Parastarte triquetra ingår i släktet Parastarte och familjen venusmusslor. Inga underarter finns listade i Catalogue of Life.